# Gerhard Hümmelchen
Gerhard Hümmelchen (* 2. April 1927; † 5. Dezember 2014 in Winnenden) war ein deutscher Militärhistoriker. Er war langjährig Geschäftsführer des Arbeitskreises für Wehrforschung.

## Leben
Hümmelchen leistete von 1943 bis 1945 Kriegsdienst in der Luftwaffe der Wehrmacht. Von 1950 bis 1955 studierte er Geschichte, Kunstgeschichte und Germanistik an den Universitäten Heidelberg und Tübingen. Von 1957 bis 1959 war er wissenschaftlicher Mitarbeiter der Studiengruppe Luftwaffe der US-Historical Division. 1958 wurde er bei Walther Peter Fuchs an der Philosophischen Fakultät der Universität Heidelberg mit der Dissertation Der Einsatz der Hilfskreuzer im Rahmen der deutschen Seekriegsführung 1940–43 unter Berücksichtigung der Handelskriegsoperationen der Schlachtschiffe und schweren Kreuzer 1939–42 zum Dr. phil. promoviert.
Er war von 1959 bis 1990 Geschäftsführer des Arbeitskreises für Wehrforschung in Stuttgart. Gemeinsam mit Andreas Hillgruber stellte er für die Wehrwissenschaftlichen Rundschau eine Chronik des Zweiten Weltkrieges zusammen.
Hümmelchen, Mitglied der CDU, war von 1980 bis 1994 Gemeinderat der Stadt Winnenden.

## Auszeichnungen
- Bürgermedaille der Stadt Winnenden in Silber
- Bundesverdienstkreuz am Bande

## Schriften (Auswahl)
- Handelsstörer. Handelskrieg deutscher Überwasserstreitkräfte im 2. Weltkrieg. Hrsg. in Zusammenarbeit mit dem Arbeitskreis für Wehrforschung, Mercator-Verlag, München 1960.
- Mit Andreas Hillgruber: Chronik des Zweiten Weltkrieges. Hrsg. vom Arbeitskreis für Wehrforschung, Bernard & Graefe, Frankfurt am Main 1966.
- Mit Jürgen Rohwer: Chronik des Seekrieges 1939–1945. Hrsg. vom Arbeitskreis für Wehrforschung und von der Bibliothek für Zeitgeschichte, Stalling, Oldenburg 1968.
- Seekriegsatlas. Mittelmeer, Schwarzes Meer, 1940–1943. Mit einem Vorwort von Friedrich Ruge, Lehmann, München 1972, ISBN 3-469-00298-3.
- Die deutschen Seeflieger 1935–1945 (= Wehrwissenschaftliche Berichte. Bd. 9). Lehmann, München 1976, ISBN 3-469-00306-8.
- Die deutschen Schnellboote im Zweiten Weltkrieg. Mittler, Hamburg u. a. 1996, ISBN 3-8132-0487-1.